# Калевала
„Калевала“ (на фински: Kalevala) е епическа поема, която финландецът Елиас Льонрот съставя през 19 век на основата на фолклора на Финландия и Карелия. Първото ѝ издание е от 1835 г., второто, разширено издание – от 1849. Призната е за финландски национален епос и традиционно смятана за едно от най-значимите произведения във финландската литература. На „Калевала“ се приписва част от приноса за национално пробуждане, довело до отвоюването на независимостта на Финландия от Русия през 1917 г.
Поемата се състои от 22 795 строфи, разделени в 50 руни (глави). Думата „Калевала“ може да се разбира като „земите на Калева“ (от финландската наставка – la/lä за място).
Произведението е основен източник на вдъхновение за композитора Ян Сибелиус, както и за множество съвременни финландски музикални групи, като Аморфис и Тенхи.

## Превод
- Калевала: Фински народен епос / [Състав. Елиас Льонрот]; Превод от фински, послесл., бел. Нино Николов. София: Народна култура, 1992 (2003).